# Out-of-Africa-Theorie
Als Out-of-Africa-Theorie (auch: Out-of-Africa-Hypothese) wird in der Paläoanthropologie die Theorie bezeichnet, dass die Gattung Homo ihren Ursprung in Afrika hatte („Wiege der Menschheit“) und dass sich deren Angehörige von dort über die ganze Welt verbreiteten. Die Bezeichnung Out of Africa entstand Mitte der 1980er-Jahre, angelehnt an den gleichnamigen Spielfilm. Als Hypothese wurde sie bereits 1871 von Charles Darwin in seinem Werk Die Abstammung des Menschen und die geschlechtliche Zuchtwahl vertreten und von späteren Autoren immer wieder aufgegriffen. Bekanntes Beispiel ist Robert Ardrey: Sein Buch African Genesis erschien 1961, die deutsche Fassung Adam kam aus Afrika 1967. Vorgestellt wurde die Theorie später auch von Günter Bräuer auf dem 1. Internationalen Kongress für Paläoanthropologie 1982 in Nizza mit Blick auf den anatomisch modernen Menschen (Homo sapiens) als „Afro-europäische Sapiens-Hypothese“. Heute werden in der Fachliteratur gelegentlich zwei zeitlich und räumlich voneinander unabhängige Migrationen unter der Out-of-Africa-Theorie zusammengefasst.

## Out-of-Africa I
Eine Migration, die unter der Out-of-Africa-Theorie gefasst wird, bezieht sich auf das Entstehen und die Ausbreitung von Homo erectus, dessen älteste bekannte Fossilien außerhalb Afrikas – die Dmanissi-Funde – rund 1,8 Millionen Jahre alt sind (auch: „Out-of-Africa I“).
Die Entdeckung der 1,8 Millionen Jahre alten Fossilien von Dmanissi sowie der Flores-Fossilien und deren vorläufige Herleitung von Homo erectus hat in Fachkreisen eine Debatte darüber wiederbelebt, ob bereits Australopithecus-artige Populationen Afrika verließen, sich außerhalb Afrikas zu Homo erectus fortentwickelten und dieser dann auch Afrika wieder besiedelte.
Noch älter als die Dmanissi-Funde sind 2,1 Millionen Jahre alte Steinwerkzeuge, die im Landkreis Lantian (Provinz Shaanxi, Volksrepublik China) in der Fundstelle Shangchen entdeckt wurden, aber wegen des Fehlens von Fossilien keiner bestimmten Art der Hominini zugeordnet werden konnten. Die Shangchen-Funde sind den Datierungen zufolge deutlich älter als die mit einem Alter von 1,9 Millionen Jahren frühesten Fossilien von Homo erectus / Homo ergaster in Afrika.

## Out-of-Africa II

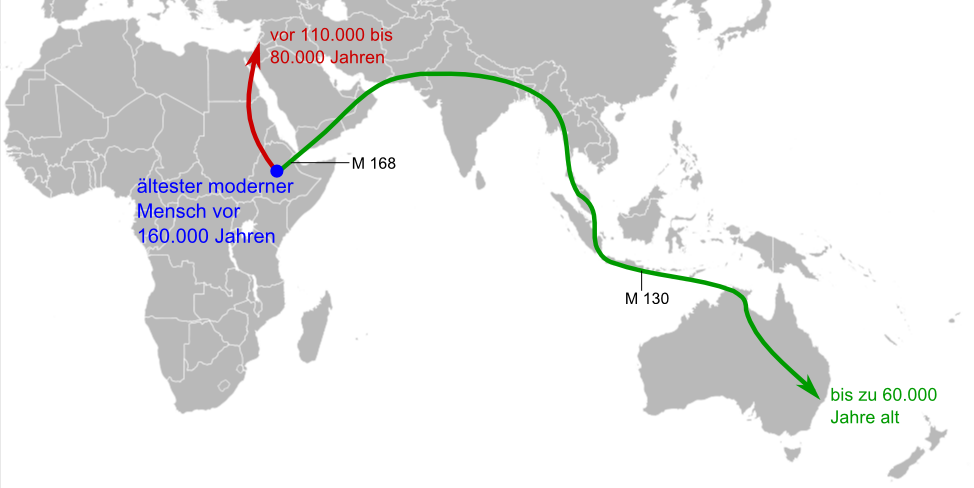
Die Wanderung von Homo sapiens über den Nahen Osten nach Australien.
M 168 und M 130 bezeichnen Marker im Y-Chromosom des Menschen (vgl. Adam des Y-Chromosoms).

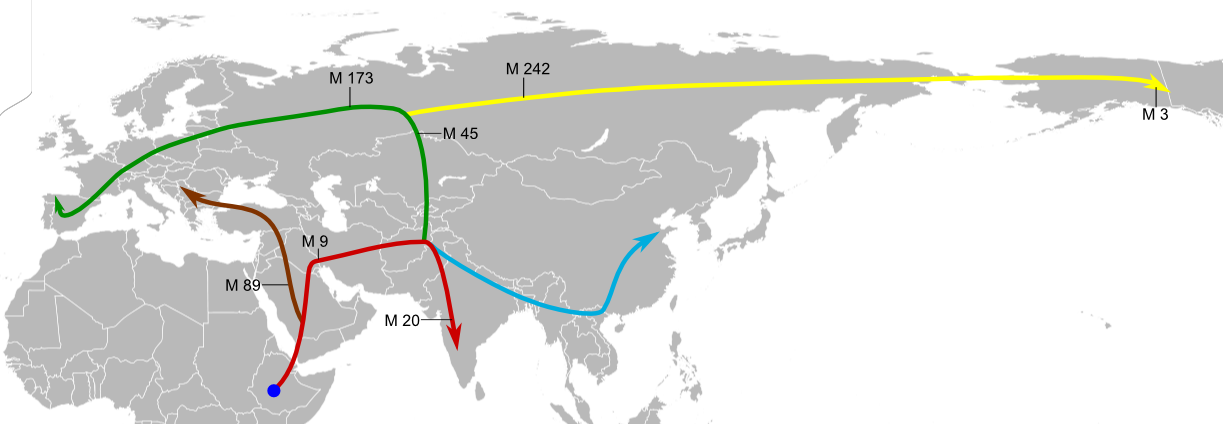
Die Besiedelung Eurasiens durch Homo sapiens ab etwa 40.000 Jahren vor heute. M bezeichnet Marker auf dem Y-Chromosom des Menschen.

Die Bezeichnung Out-of-Africa wurde anfangs nur auf die Ausbreitung des anatomisch modernen Menschen (Homo sapiens) angewandt (heute auch: „Out-of-Africa II“ oder Recent African Origin); Belege hierfür sind beispielsweise die Fossilien Omo 1 und Omo 2 sowie die Herto-Schädel aus Äthiopien, die zu den ältesten sicher datierten Nachweisen von Homo sapiens zählen.
Grundsätzlich werden zwei mögliche Migrationsrouten diskutiert. Zum einen nimmt man an, dass bei niedrigem Meeresspiegel (z. B. während einer Eiszeit) die Meeresenge zwischen dem Horn von Afrika und der Arabischen Halbinsel bei Bab al-Mandab nur halb so weit war wie heute und damit eine Überquerung leichter fiel. Wenn die Menschen danach in Küstennähe blieben, kamen sie entlang des Indischen Ozeans nach Asien. Eine zweite mögliche Route ist die Wanderung zunächst nach Norden entlang des Nils, der häufig eine „grüne Gasse“ durch die Sahara bildete.
Eine Konsequenz der zunächst „Afro-europäischen Sapiens-Hypothese“ benannten Argumentation Bräuers war die Annahme, dass Homo sapiens – aus Afrika kommend – in Europa die Neandertaler und in Asien andere archaische Arten wie Homo erectus ersetzte („replacement“ statt „continuity“).
Die Out-of-Africa-Theorie wird in Bezug auf Homo sapiens nicht nur durch zahlreiche Fossilfunde, sondern auch durch genetische (siehe auch die beiden Grafiken) sowie linguistische Befunde gestützt. Sie ist die heute von der Mehrzahl der Forscher vertretene Theorie über die Herkunft des Menschen und bildet seit Mitte der 1980er-Jahre den Gegenpol zur – durch genetische Analysen – widerlegten Hypothese vom multiregionalen Ursprung des modernen Menschen. Dieser Hypothese lag die Annahme zugrunde, Homo sapiens habe sich in Afrika, Europa, Australien und Asien – getrennt voneinander – aus einem gemeinsamen Vorfahren der Gattung Homo entwickelt.
Einen weiteren, unabhängigen Beleg für die Herkunft des Homo sapiens aus Afrika erbrachten genetische Studien an Bandwürmern der Gattung Taenia, die auf einen zumindest mittelbar engen Kontakt früher Vertreter der Gattung Homo mit afrikanischen Raubtieren und Aasfressern schließen lassen. So sind die auch beim Menschen vorkommenden Arten Taenia saginata und Taenia asiatica eng verwandt mit einem Bandwurm, der in afrikanischen Löwen vorkommt, und Taenia solium ist eng verwandt mit einem Bandwurm der Hyänen. Hatte man zunächst vermutet, diese Bandwürmer seien mit Aufkommen der Viehzucht vor rund 10.000 Jahren von Rindern und Schweinen auf den Menschen übergegangen, wurden die genetischen Studien dahingehend interpretiert, dass der Übergang vermutlich schon vor 1,7 Millionen Jahren bei Homo ergaster stattgefunden hat.
Sollten sich, wie heute ein Teil der Forscher annimmt, die in Europa als Homo heidelbergensis klassifizierten Individuen vor mehr als 600.000 Jahren bereits in Afrika von Homo erectus und somit von der zu Homo sapiens führenden Entwicklungslinie getrennt und – von Afrika kommend – Europa besiedelt haben, wäre Homo heidelbergensis „Out-of-Africa II“ zuzuschreiben und die spätere Ausbreitung von Homo sapiens als „Out-of-Africa III“ zu verstehen.

## Belege
1. ↑  Chris Stringer: The Origin of Our Species. Penguin / Allen Lane, 2011, ISBN 978-1846141409, S. 77.
2. ↑  Charles Darwin: The Descent of Man, Band 1, Kapitel 6, S. 199.
3. ↑  Günter Bräuer: Early anatomically modern man in Africa and the replacement of the Mediterranean and European Neanderthals. I. Congrès International de Paléontologie Humaine. Nice 1982, Resumés: 112.
4. ↑  John G. Fleagle et al.: Out of Africa I: The First Hominin Colonization of Eurasia. Springer, 2010, ISBN 9048190355. Vgl. auch: “The narrative of human evolution […] is known as ‘Out of Africa 1’. This postulates that the genus Homo originated in Africa, and as H. ergaster or H. erectus, left Africa about 1.8 million years ago.” In: Nature vom 22. Dezember 2005: Walking with humans. (Memento vom 24. Dezember 2005 im Internet Archive)
 Robin Dennell, Wil Roebroeks: An Asian perspective on early human dispersal from Africa. In: Nature. Band 438, 2005, S. 1099–1104, doi:10.1038/nature04259.
5. ↑  Carl C. Swisher 3rd, Garniss Curtis, Teuku Jacob et al.: Age of the earliest known hominids in Java, Indonesia. In: Science. Band 263, Nr. 5150, 1994, S. 1118–1121, doi:10.1126/science.8108729.
6. ↑  Bernard Wood: Did early Homo migrate „out of“ or „in to“ Africa? In: Proceedings of the National Academy of Sciences. Band 108, Nr. 26, 2011, S. 10375–10376, doi:10.1073/pnas.1107724108; Colin Barras: Our Asian Origin. In: New Scientist. Band 218, Nr. 2916, 2013, S. 40–43.
7. ↑  Zhaoyu Zhu, Robin Dennell, Weiwen Huang et al.: Hominin occupation of the Chinese Loess Plateau since about 2.1 million years ago. In: Nature. Band 559, 2018, S. 608–612, doi:10.1038/s41586-018-0299-4.
 Our ancestors may have left Africa hundreds of thousands of years earlier than thought. (Memento vom 11. Juli 2018 im Internet Archive) Im Original erschienen auf sciencemag.org vom 11. Juli 2018.
 An early hominin arrival in Asia. (Memento vom 12. Juli 2018 im Internet Archive) Im Original erschienen auf nature.com vom 11. Juli 2018.
8. ↑  Allan C. Wilson, Rebecca L. Cann: The Recent African Genesis of Humans. In: Scientific American. Band 266, 1992, S. 68–73.
9. ↑  Günter Bräuer: The „Afro‐European sapiens hypothesis“ and hominid evolution in East Asia during the late Middle and Upper Pleistocene. In: Courier Forschungs-Institut Senckenberg. Band 69, 1984, S. 145–165.
10. ↑  Rebecca L. Cann, Mark Stoneking, Allan C. Wilson: Mitochondrial DNA and human evolution. In: Nature. Band 325, 1987, S. 31–36, doi:10.1038/325031a0.
11. ↑  Quentin D. Atkinson: Phonemic Diversity Supports a Serial Founder Effect Model of Language Expansion from Africa. In: Science. Band 332, Nr. 6027, 2011, S. 346–349, doi:10.1126/science.1199295.
12. ↑  Chris Stringer: Human evolution: Out of Ethiopia. In: Nature. Band 423, 2003, S. 692–695, doi:10.1038/423692a; Michael D. Petraglia et al.: Out of Africa: new hypotheses and evidence for the dispersal of Homo sapiens along the Indian Ocean rim. In: Annals of Human Biology. Band 37, Nr. 3, 2010, S. 288–311, doi:10.3109/03014461003639249; Hugo Reyes-Centeno, Silvia Ghirotto, Florent Détroit, Dominique Grimaud-Hervé, Guido Barbujani und Katerina Harvati: Genomic and cranial phenotype data support multiple modern human dispersals from Africa and a southern route into Asia. In: Proceedings of the National Academy of Sciences. Band 111, Nr. 20, 2014, S. 7248–7253, doi:10.1073/pnas.1323666111.
13. ↑  E. P. Hoberg, N. L. Alkire, A. D. Queiroz und A. Jones: Out of Africa: origins of the Taenia tapeworms in humans. In: Proceedings of the Royal Society B. Online-Veröffentlichung vom 22. April 2001, doi:10.1098/rspb.2000.1579.
14. ↑  Michael Balter: In Search of the First Europeans. In: Science. Band 291, Nr. 5509, 2001, S. 1722–1725, doi:10.1126/science.291.5509.1722.
15. ↑  Thomas Junker: Die Evolution des Menschen. 2. Auflage. C. H. Beck, München 2008, S. 38–40. – Junker benutzt arabische Ziffern.